# Appignano
Appignano település Olaszországban, Marche régióban, Macerata megyében. Lakosainak száma 4048 fő (2023. január 1.). Appignano Filottrano, Macerata, Montecassiano, Treia, Cingoli és Montefano községekkel határos.

## Népesség
A település népességének változása:
| Lakosok száma | 4214 | 4195 | 4048 |
|               | 2017 | 2018 | 2023 |